# USS Gilmer (DD-233)
USS Gilmer (DD-233/APD-11) là một tàu khu trục lớp Clemson được Hải quân Hoa Kỳ chế tạo vào cuối Chiến tranh Thế giới thứ nhất, đã tiếp tục phục vụ trong Chiến tranh Thế giới thứ Hai, được cải biến thành một tàu vận chuyển cao tốc với ký hiệu lườn APD-11, và hoạt động cho đến khi xung đột kết thúc. Nó là chiếc tàu chiến thứ nhất của Hải quân Hoa Kỳ được đặt tên theo Bộ trưởng Hải quân Thomas Walker Gilmer (1802-1844).

## Thiết kế và chế tạo
Gilmer được đặt lườn vào ngày 25 tháng 6 năm 1918 tại xưởng tàu của hãng New York Shipbuilding Corporation. Nó được hạ thủy vào ngày 24 tháng 5 năm 1919, được đỡ đầu bởi bà Elizabeth Gilmer Miles, cháu nội Bộ trưởng Gilmer; và được đưa ra hoạt động vào ngày 30 tháng 4 năm 1920 dưới quyền chỉ huy của Hạm trưởng, Trung úy Hải quân Harold J. Wright.

## Lịch sử hoạt động

### Giữa hai cuộc thế chiến
Từ ngày 27 tháng 8 năm 1920 đến ngày 11 tháng 8 năm 1923, Gilmer thực hiện hai chuyến đi khứ hồi vượt Đại Tây Dương từ New York đến các cảng Châu Âu và Địa Trung Hải. Sau đó nó tham gia các cuộc thực tập huấn luyện dọc theo vùng bờ Đông, khu vực biển Caribe và dọc theo vùng bờ Tây cho đến năm 1938. Các hoạt động đáng kể khác bao gồm một chuyến đi đến Nicaragua vào năm 1926 để bảo vệ tính mạng và tài sản của công dân Hoa Kỳ trong cuộc chiến tranh du kích do Augusto César Sandino khởi xướng, hộ tống cho chuyến đi đến Havana, Cuba của Tổng thống Calvin Coolidge trên chiếc thiết giáp hạm Texas vào năm 1928, cùng hoạt động cứu trợ thiên tai tại vùng biển Caribe trong cùng năm đó.
Được cho xuất biên chế tại Philadelphia, Pennsylvania vào ngày 31 tháng 8 năm 1938, Gilmer nhập biên chế trở lại vào ngày 25 tháng 9 năm 1939 sau khi Chiến tranh Thế giới thứ Hai nổ ra tại châu Âu, và được phân về Đội khu trục Hạm đội Đại Tây Dương trong vai trò soái hạm hải đội. Nó tiến hành tuần tra và tập trận tại Đại Tây Dương và biển Caribe cho đến khi được điều sang San Diego, California vào ngày 4 tháng 11 năm 1940, tiếp tục làm nhiệm vụ cho đến khi Hoa Kỳ tham gia chiến tranh.

### Thế Chiến II
Gilmer đang ở ngoài khơi Puget Sound, Washington khi Hải quân Đế quốc Nhật Bản tấn công Trân Châu Cảng vào ngày 7 tháng 12 năm 1941. Nó lập tức làm nhiệm vụ hộ tống và tuần tra chống tàu ngầm, và tiếp tục vai trò này cho đến khi đi vào ụ tàu vào ngày 13 tháng 11 năm 1942. Nó được cải biến thành một tàu vận chuyển cao tốc, và được xếp lại lớp với ký hiệu lườn mới APD-11 vào ngày 22 tháng 1 năm 1943. Nó khởi hành từ Seattle, Washington vào ngày 29 tháng 1, đi ngang qua San Diego để đi Trân Châu Cảng, đến nơi vào ngày 13 tháng 2. Nó lại tiếp tục đi đến Espiritu Santo, nơi nó thả neo vào ngày 9 tháng 3, và tiến hành các cuộc thực tập huấn luyện đổ bộ cùng với Tiểu đoàn 4 Biệt kích Thủy quân Lục chiến.
Vào ngày 5 tháng 4, Gilmer khởi hành từ Tulagi trong vai trò soái hạm của Đội vận chuyển 16, làm nhiệm vụ tuần tra chống tàu ngầm tại vùng biển này. Nó ghé qua Noumea vào ngày 22 tháng 4 và Townsville, Australia vào ngày 8 tháng 5, thực hiện hai chuyến đi hộ tống khứ hồi từ đây đến Brisbane từ ngày 13 tháng 5 đến ngày 22 tháng 6 năm 1943. Nhiệm vụ tuần tra và hộ tống từ Australia đến New Guinea được tiếp nối cho đến ngày 4 tháng 9 năm 1943, khi nó tham gia cuộc đổ bộ của Đồng Minh lên bán đảo Huon gần Lae, New Guinea, rồi tuần tra ngoài khơi Buna, New Guinea. Nó hỗ trợ cho lực lượng Hoa Kỳ và Australia trong chiến dịch New Guinea, thường xuyên thực hiện các chuyến đi hộ tống từ đây đến Australia và quay trở lại. Vào ngày 26 tháng 12 năm 1943, nó cho đổ bộ lực lượng của Sư đoàn 1 Thủy quân Lục chiến lên mũi Gloucester, New Britain, và trực chiến để hỗ trợ cho cuộc đổ bộ lên Finschhafen ba ngày sau đó. Vào ngày 2 tháng 1 năm 1944, các đơn vị thuộc Trung đoàn Bộ binh 126 được cho đổ bộ lên Saidon. Gilmer tham gia tuần tra ngoài khơi Buna, mũi Sudest cũng như bắn phá vịnh Humboldt, New Guinea vào ngày 22 tháng 4 năm 1944 khi lực lượng Đồng Minh bắt đầu tấn công.
Vào ngày 12 tháng 5, Gilmer khởi hành từ Hollandia, New Guinea để nhận lên tàu một Đội phá hoại dưới nước (UDT) tại Trân Châu Cảng, và đã gửi đội lên bờ vào ngày 14 tháng 6 năm 1944, trong khuôn khổ hoạt động chuẩn bị cho việc đổ bộ chính lên Saipan thuộc quần đảo Marianna. Hai ngày sau, nó phát hiện và đánh chìm bốn tàu hàng Nhật Bản, bắt giữ 24 tù binh. Thị trấn Tinian bị bắn phá vào ngày 23 tháng 6, và các hoạt động của đội UDT ngoài khơi đảo này tiếp nối cho đến ngày 14 tháng 7, khi Gilmer cùng với tàu khu trục hộ tống William C. Miller, vốn hình thành nên lực lượng tuần tra chống tàu ngầm, đã đánh chìm tàu ngầm Nhật Bản I-6 ở tọa độ 18°18′B 146°26′Đ / 18,3°B 146,433°Đ.
Gilmer khởi hành từ Tinian vào ngày 12 tháng 8 để đi Trân Châu Cảng, và cho đến tháng 1 năm 1945 đã tiến hành các cuộc huấn luyện phá hoại và trinh sát cùng các đội UDT tại vùng biển Hawaii. Nó lên đường vào ngày 10 tháng 1 trong vai trò soái hạm cho cuộc thực tập tổng dượt tại Ulithi, vào ngày 16 tháng 2 đã tiếp cận Iwo Jima cho các hoạt động đổ bộ ban đầu. Các đội UDT được cho đổ bộ lên các bãi biển phía Đông và phía Tây, và Gilmer đã hộ tống cho thiết giáp hạm Tennessee khi chiếc này bắn phá hệ thống phòng thủ của quân Nhật tại Iwo Jima. Các hoạt động tuần tra và bảo vệ được tiếp nối cho đến ngày 24 tháng 2, khi nó lên đường đi sang Leyte, đến nơi bốn ngày sau đó. Sau khi ghé qua Ulithi, nó tham gia trận Okinawa, tiến đến nơi đây vào ngày 25 tháng 3 trong vai trò soái hạm của đội UDT. Ngày hôm sau, một chiếc máy bay tấn công cảm tử kamikaze đã đâm trúng sàn tàu của nó, làm thiệt mạng một thành viên thủy thủ đoàn và làm bị thương ba người khác. Dù vậy, chiếc tàu khu trục vẫn tiếp tục hỗ trợ cuộc đổ bộ chiếm đóng cho đến ngày 9 tháng 4, khi nó lên đường quay trở về Trân Châu Cảng để sửa chữa, rồi quay lại Okinawa vào ngày 4 tháng 7 để tiếp tục làm nhiệm vụ tuần tra.
Sau các hoạt động hộ tống chống tàu ngầm bảo vệ các đoàn tàu vận tải đi lại giữa Philippines và Okinawa, Gilmer neo đậu tại Nagasaki vào ngày 13 tháng 9 sau khi Nhật Bản đầu hàng để vận chuyển các cựu tù binh Đồng Minh từ đây đến Okinawa. Nó khởi hành từ đảo này vào ngày 15 tháng 10 để hộ tống một đoàn tàu đi Hong Kong, đến nơi vào ngày 22 tháng 10, và lại lên đường hai ngày sau đó hộ tống đoàn tàu vận chuyển Tập đoàn quân 13 Trung Quốc đi đến Tần Hoàng Đảo. Sau các hoạt động tuần tra và hộ tống khác dọc bờ biển Trung Quốc, nó khởi hành từ Thanh Đảo vào ngày 26 tháng 11 để quay trở về Hoa Kỳ, về đến Philadelphia vào ngày 11 tháng 1 năm 1946.
Được cho ngừng hoạt động vào ngày 5 tháng 2 năm 1946, tên của Gilmer được cho rút khỏi danh sách Đăng bạ Hải quân vào ngày 25 tháng 2 năm 1946, và lườn tàu bị bạn để tháo dỡ vào ngày 3 tháng 12 năm 1946.

## Phần thưởng
Gilmer được tặng thưởng bảy Ngôi sao Chiến trận do thành tích phục vụ trong Chiến tranh Thế giới thứ hai.